# TV Tegernsee (szachy)
TV Tegernsee – niemiecki klub szachowy z siedzibą w Tegernsee.

## Historia
Sekcja szachowa TV Tegernsee została założona w 1947 roku. W sezonie 1999/2000 zespół zadebiutował w Bundeslidze, zajmując wówczas piętnastą pozycję. W sezonie 2001/2002 klub zajął piąte miejsce w lidze, a w 2004 roku był trzeci, za SG Porz i SC Baden-Oos. W sezonie 2004/2005 TV Tegernsee zajął czwarte miejsce w mistrzostwach kraju. W 2005 roku zespół uczestniczył w Pucharze Europy. Klub wygrał wówczas z CRELEL Liège, Taflfélagið Hellir i Eczacıbaşı SK, zremisował z Zalaegerszegi Csuti SK i Jużnym Urałem Czelabińsk i przegrał z Alkaloidem Skopje oraz Ładją Kazań, zajmując w końcowej klasyfikacji szóste miejsce. W 2006 roku klub był piąty w Bundeslidze. W sezonie 2008/2009 TV Tegernsee zakończył rozgrywki ligowe na trzeciej pozycji, za OSG Baden-Baden i Werderem Brema. Następnie klub wycofał się z Bundesligi.
Zawodnikami klubu byli m.in.: Jewgienij Aleksiejew, Walerij Beim, Klaus Bischoff, Uwe Bönsch, Bu Xiangzhi, Igor Chenkin, Gerald Hertneck, Stefan Kindermann, Zoltán Ribli, Eduardas Rozentalis, Andriej Sokołow, Markus Stangl, Henrik Teske i Andrij Wołokitin.